# Orbipora arborescens
Orbipora arborescens är en mossdjursart som beskrevs av Benedykt Dybowski 1877. Orbipora arborescens ingår i släktet Orbipora och familjen Orbiporidae. Inga underarter finns listade i Catalogue of Life.